# Ingenika River
Der Ingenika River ist ein Zufluss des Williston Lake in der kanadischen Provinz British Columbia.

## Flusslauf
Der Ingenika River entspringt in den Swannell Ranges, einem Gebirgszug der Omineca Mountains. Er fließt in überwiegend östlicher Richtung durch das Gebirge und mündet in den Ingenika Arm, der Mündungsbucht in den Finlay Reach, dem Nordteil des Stausees Williston Lake. Früher, vor dem Aufstau des Peace River, war der Ingenika River ein rechter Nebenfluss des Finlay River. Wichtige Nebenflüsse sind McConnell Creek, Wrede Creek, Pelly Creek und Swannell River. Der Fluss hat eine Länge von etwa 140 km. 
Der mittlere Abfluss oberhalb der Einmündung des Swannell River beträgt 58,2 m³/s. Im Juni treten gewöhnlich die höchsten Abflüsse auf.